# シュパンツィヒ四重奏団

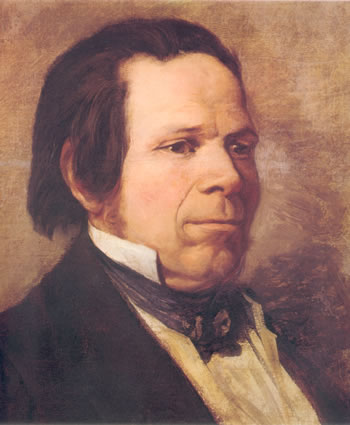
イグナーツ・シュパンツィヒ、ヨーゼフ・ダンハウザー画

シュパンツィヒ四重奏団は、1790年代にヴァイオリニストのイグナーツ・シュパンツィヒがウィーンで結成した弦楽四重奏団。同団は中断、メンバー変更を経つつ長年にわたって存続した。シュパンツィヒはルートヴィヒ・ヴァン・ベートーヴェンの親しい友人かつ称賛者であり、この四重奏団はベートーヴェンの弦楽四重奏曲の多くの初演を手掛けることになった。

## 発足

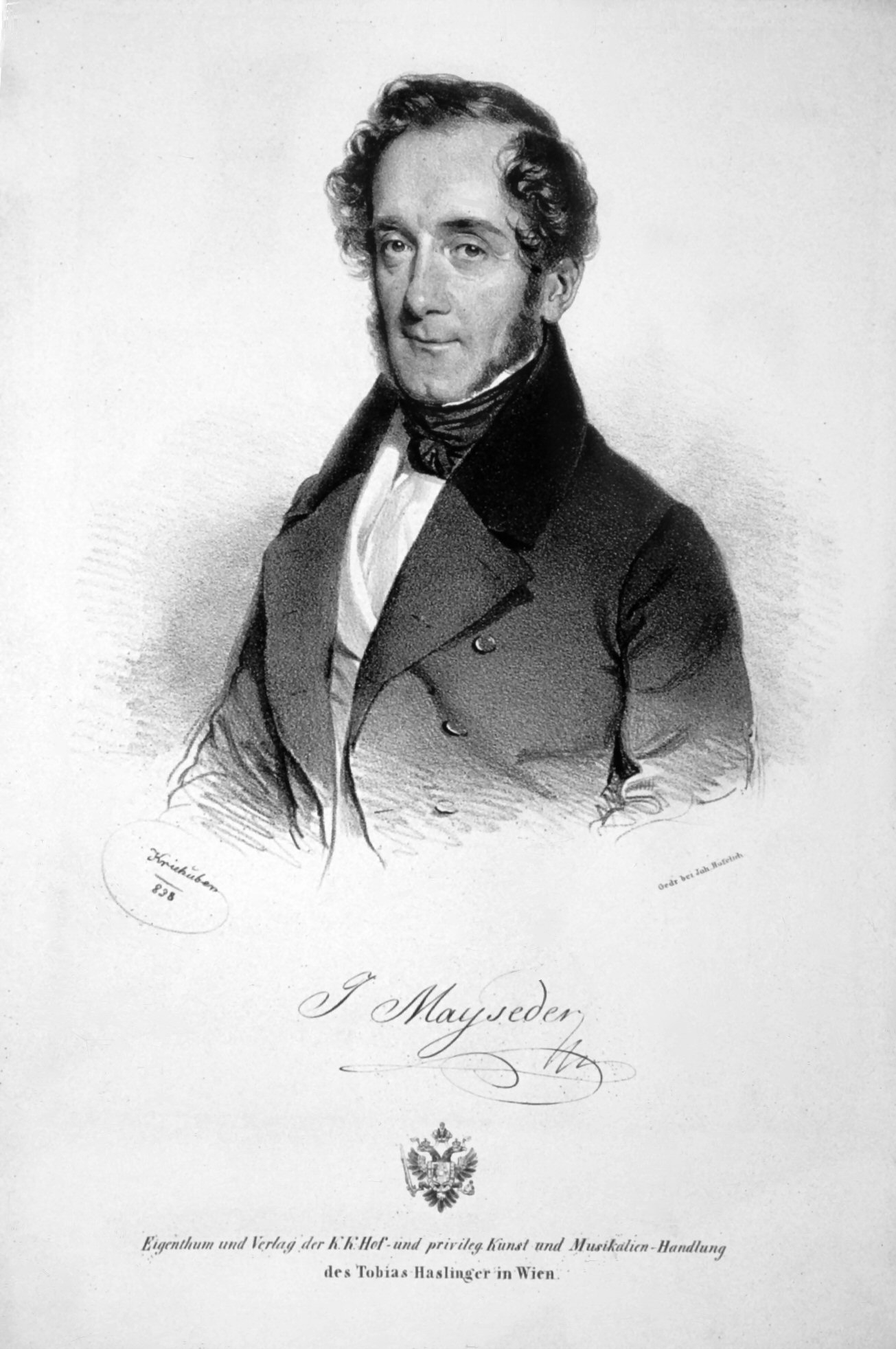
ヨーゼフ・マイゼダー 1838年

シュパンツィヒは1795年にリヒノフスキー侯爵のために非公式の弦楽四重奏団を立ち上げた。団員は固定的ではなかったが、参加機会の多かったメンバーは皆20歳未満で、第2ヴァイオリンのルイ・スィナ（Louis Sina）、ヴィオラのフランツ・ヴァイス、チェロのニコラウス・クラフトであった。1800年に完成されたベートーヴェンの最初の弦楽四重奏曲集 作品18（第1番、第2番、第3番、第4番、第5番、第6番）は、シュパンツィヒ四重奏団によって初演されている。
1805年にシュパンツィヒは自らの四重奏団を創設した。彼以外の団員はヨーゼフ・マイゼダー（第2ヴァイオリン）、アントン・シュライバー（ヴィオラ）、ニコラウス・クラフトの父であるアントニーン・クラフト（チェロ）である。最初の演奏会は後にレストランRömischer Kaiserに改装された私邸Heiligenkreutzerhofで開催された。

## ラズモフスキー伯爵の四重奏団
1808年、自身もアマチュアの音楽家で室内楽演奏のために音楽家たちを自らの宮殿に集めることを好んだアンドレイ・ラズモフスキー伯爵が、シュパンツィヒに対して新たな弦楽四重奏団を組織するように依頼した。これは恒久的な取り決めであり、団員とは生涯にわたる契約が結ばれた。ルイ・スィナが第2ヴァイオリン、フランツ・ヴァイスがヴィオラ、そしてヨーゼフ・リンケがチェロを担当した。
1808年12月、作曲家で音楽関係の作家であったヨハン・フリードリヒ・ライヒャルトはラズモフスキーの演奏会に出席して次のように書いている。

この四重奏団は全体として非常に上手くまとめられている（中略）シュパンツィヒ氏は特有の味のある奏法を有しており、それがハイドン、モーツァルト、ベートーヴェンのユーモラスな四重奏曲に非常に似つかわしい（中略）彼は明晰さを実践して見せるが、地元のヴィルトゥオーゾ達が完全に敬遠してしまうような困難なパッセージなどでは常に完全に清澄なわけではない。また、彼は非常に正確かつ明確にアクセントをつける。彼の「カンタービレ」はしばしば真に歌っており感動的である。さらに彼は的確に選出された仲間を巧みに、まさに作曲家の精神をもって率いている。

## 後年

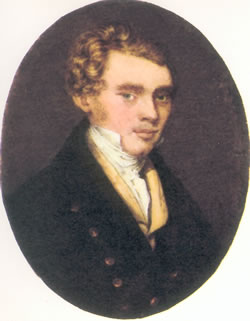
カール・ホルツ

1815年の大晦日にラズモフスキーの宮殿が焼失し、シュパンツィヒ四重奏団も解散となった。シュパンツィヒはウィーンを離れ、数年間はサンクトペテルブルクを拠点にポーランドやプロイセンへと演奏旅行に出ていた。1823年にウィーンへ戻った彼は弦楽四重奏団を再結成した。第2ヴァイオリンはカール・ホルツに変更になったが、それ以外は以前と同じ顔ぶれであった。彼らは予約を行った大衆にも開かれた演奏会を催した。この時代には弦楽四重奏による音楽のための演奏会を開くのは一般的ではなかった。
1810年に第11番を書いて以来弦楽四重奏曲を作曲していなかったベートーヴェンが、1824年にロシア貴族のニコライ・ボリソヴィチ・ガリツィンの委嘱に応じる形で第12番を書き上げた。翌年、シュパンツィヒ四重奏団がこの作品の初演を手掛けることになる。ベートーヴェンはその演奏に満足しておらず、シュパンツィヒを非難した。しかし同団は後にガリツィンの委嘱により書かれた他の2曲の弦楽四重奏曲、第13番と第15番の初演も行っている。また、彼らはシューベルトの弦楽四重奏曲13番 D804も初演している。

## シュパンツィヒ後
1830年にシュパンツィヒがこの世を去った後、ヴァイオリニストのレオポルト・ヤンサが弦楽四重奏団を創設した。カール・ホルツとヨーゼフ・リンケも加わっていた。同団は中断やメンバー変更がありながらも、1849年にヤンサがロンドンへ移るまで活動を続けた。その後、四重奏団はヨーゼフ・ヘルメスベルガー1世に率いられてヘルメスベルガー四重奏団と呼ばれるようになった。シュパンツィヒ四重奏団の草創期に所属していたヨーゼフ・マイゼダーは1817年に自身の四重奏団を結成、1860年まで活動を続けた。